# Hato-Lau
Hato-Lau (Hatu-Lau) ist eine osttimoresische Aldeia im Suco Mau-Ulo (Verwaltungsamt Ainaro, Gemeinde Ainaro). 2015 lebten in der Aldeia 134 Menschen.

## Geographie
Die Aldeia Hato-Lau bildet den Westen des Sucos Mau-Ulo. Östlich befindet sich die Aldeia Dagamessa. Im Süden grenzt Hato-Lau an den Suco Mau-Nuno, im Westen an die Gemeinde Bobonaro mit dem Suco Colimau (Verwaltungsamt Bobonaro) und im Norden an die Gemeinde Ermera mit den Sucos Atara. Aus Osten führt eine Straße aus der Richtung der Gemeindehauptstadt Ainaro nach Hato-Lau, biegt aber früh nach Süden ab, in Richtung des Sucos Mau-Nuno. An der Straße liegen kleine Siedlungen und einzelne Häuser. Ansonsten ist der Suco unbesiedelt. Das Land liegt meist in einer Meereshöhe über 1500 m, ein Berg an der Grenze zu Ermera erreicht 2356 m. Ein Zufluss des Sarais, eines Nebenflusses des Belulik, entspringt in Hato-Lau.